# Городоцька сільська рада (Маневицький район)
| Городоцька сільська рада — колишня адміністративно-територіальна одиниця та орган місцевого самоврядування у Маневицькому районі Волинської області з адміністративним центром у с. Городок. Припинила існування 23 грудня 2016 року в зв'язку з об'єднанням в Прилісненську сільську територіальну громаду Волинської області. Натомість утворено Городоцький старостинський округ при Прилісненській сільській громаді. Історична дата утворення: в 1990 році. Водоймища на території, підпорядкованій даній раді: озеро Глибоцьке. Сільській раді були підпорядковані населені пункти: - с. Городок |

## Склад ради
Рада складалась з 16 депутатів та голови.

### Керівний склад ради
| ПІБ                        | Основні відомості                                                 | Дата обрання | Дата звільнення |
| -------------------------- | ----------------------------------------------------------------- | ------------ | --------------- |
| Філюк Галина Григорівна    | Сільський голова, 1966 року народження, освіта, позапартійна      | 26.03.2006   | 31.10.2010      |
| Пятигорик Євген Васильович | Сільський голова, 1979 року народження, освіта вища, безпартійний | 31.10.2010   |                 |

Примітка: таблиця складена за даними джерела

## Населення
За переписом населення України 2001 року в сільській раді мешкала 1081 особа.

### Мова
Розподіл населення за рідною мовою за даними перепису 2001 року:
| Мова       | Відсоток |
| ---------- | -------- |
| українська | 99,72 %  |
| російська  | 0,28 %   |